# L'Inutile Beauté
L'Inutile Beauté est un recueil de nouvelles de Guy de Maupassant, paru en 1890 chez l’éditeur Victor Havard.

## Historique
L'Inutile Beauté est un recueil de onze nouvelles de Guy de Maupassant, paru en avril 1890 chez l’éditeur Victor Havard. Une nouvelle homonyme ouvre ce recueil, le dernier paru du vivant de Maupassant. Avant de paraître pour la première fois chez cet éditeur parisien, avec qui Maupassant travaille régulièrement à l'époque, les nouvelles ici regroupées ont déjà été publiées séparément entre 1886 et 1890 dans plusieurs divers journaux (Gil Blas, Le Gaulois, L'Écho de Paris, Le Figaro). Une édition bibliophilique illustrée par Robert Lotiron a été publiée par la Librairie de France en 1936.

## Liste des nouvelles
(dans l'ordre de l'édition du recueil de 1890 chez Victor Havard)
- L'Inutile Beauté
- Le Champ d'oliviers
- Mouche (titre complet dans cette édition: Mouche, Souvenir d'un canotier)
- Le Noyé
- L'Épreuve
- Le Masque
- Un portrait
- L'Infirme
- Les 25 Francs de la supérieure
- Un cas de divorce
- Qui sait ?